# Герб Бара (Чорногорія)
Герб Бара — офіційний знак міста Бар, прибережного міста Чорногорії та його головного морського порту. Цей герб було прийнято 15 грудня 2006 року. Його розробив Срджан Марлович який також розробив герб Подгориці та Котора.

## Опис
Герб складається з щита, розділеного на п'ять полів, симетричного відносно своєї вертикальної осі.

## Символіка
Блакитний колір представляє водойми (Адріатичне море та озеро Скадарі), золотий колір представляє населені міські поселення в басейнах озера Скадарі та Чермниці, а зелений колір представляє гірський масив, який розділяє ці два. Щит увінчаний настінною короною з трьома мерлонами, оточений золотими вовками як щитотримачами, а також зеленою оливковою гілкою та золотим прапорцем внизу. На банері написано 1042, рік, коли відбулася битва під Баром. Полотнище має лицьову сторону золотого кольору та реверс синього кольору.